# Новые Лапти
Новые Лапти —хутор в Новоузенском районе Саратовской области в составе сельского поселения Радищевское муниципальное образование. 

## География
Находится на расстоянии примерно 20 километров по прямой на северо-запад от районного центра города Новоузенск.

## История
Официальная дата основания 1954 год.

## Население
Постоянное население составило 8 человек (50% казахи, 50% татары) в 2002 году, 8 в 2010.